# Rennrodel-Europameisterschaften 1982
Die Rennrodel-Europameisterschaften 1982 fanden vom 13. bis 14. Februar auf der Bobbahn Winterberg in der Bundesrepublik Deutschland statt, an der Sportler aus fünfzehn Ländern teilnahmen.

## Einsitzer der Frauen
| Platz | Sportler           | Land | Lauf 1 | Lauf 2 | Lauf 3 | Gesamtzeit Rückstand |
| ----- | ------------------ | ---- | ------ | ------ | ------ | -------------------- |
| 1     | Bettina Schmidt    | GDR  | 40,155 | 39,739 | 40,239 | 2:00,133             |
| 2     | Steffi Martin      | GDR  | 40,265 | 39,775 | 40,169 | 2:00,209 / +0,076    |
| 3     | Melitta Sollmann   | GDR  | 40,494 | 40,069 | 40,318 | 2:00,881 / +0,748    |
| 4     | Marie-Luise Rainer | ITA  | –      | –      | –      | 2:01,055 / +0,922    |
| 5     | Elke Djan          | FRG  | –      | –      | –      | 2:01,515 / +1,382    |
| 6     | Constanze Zeitz    | FRG  | –      | –      | –      | 2:01,768 / +1,635    |
| –     | Heike Popel        | GDR  | –      | –      | –      | DQ                   |

## Einsitzer der Männer
| Platz | Sportler         | Land | Lauf 1 | Lauf 2 | Lauf 3 | Gesamtzeit Rückstand |
| ----- | ---------------- | ---- | ------ | ------ | ------ | -------------------- |
| 1     | Uwe Handrich     | GDR  | 52,608 | 51,333 | 51,335 | 2:35,296             |
| 2     | Sergei Danilin   | URS  | 52,547 | 51,621 | 51,446 | 2:35,614 / +0,318    |
| 3     | Ernst Haspinger  | ITA  | 52,704 | 51,454 | 51,578 | 2:35,736 / +0,440    |
| 4     | Hansjörg Raffl   | ITA  | –      | –      | 51,723 | 2:35,834 / +0,538    |
| 5     | Michael Walter   | GDR  | –      | –      | –      | 2:35,873 / +0,577    |
| 6     | Thomas Rzeznizok | FRG  | –      | –      | –      | 2:35,934 / +0,638    |
| 9     | Bernhard Glass   | GDR  | –      | –      | –      | 2:36,346 / +1,050    |
| 10    | Rainer Krell     | GDR  | –      | –      | –      | 2:37,168 / +1,872    |

## Doppelsitzer der Männer
| Platz | Sportler                             | Land | Lauf 1 | Lauf 2 | Gesamtzeit Rückstand |
| ----- | ------------------------------------ | ---- | ------ | ------ | -------------------- |
| 1     | Günther Lemmerer Reinhold Sulzbacher | AUT  | 40,079 | 40,477 | 1:20,556             |
| 2     | Hans Rinn Jörg-Dieter Ludwig         | GDR  | 40,303 | 40,411 | 1:20,714 / +0,158    |
| 3     | Hans Stanggassinger Franz Wembacher  | FRG  | 40,314 | 40,567 | 1:20,881 / +0,325    |
| 4     | Hansjörg Raffl Norbert Huber         | ITA  | –      | –      | 1:21,002 / +0,446    |
| 5     | Georg Fluckinger Franz Wilhelmer     | AUT  | –      | –      | 1:21,045 / +0,489    |
| 6     | Volker Sotzmann Volker Dietrich      | GDR  | 40,460 | 40,633 | 1:21,093 / +0,537    |

–  ... keine Laufzeiten vorhanden

## Medaillenspiegel
| Platz | Land                            | Gold | Silber | Bronze | Gesamt |
| ----- | ------------------------------- | ---- | ------ | ------ | ------ |
| 1     | Deutsche Demokratische Republik | 2    | 2      | 1      | 5      |
| 2     | Österreich                      | 1    | –      | –      | 1      |
| 3     | Sowjetunion                     | –    | 1      | –      | 1      |
| 4     | Italien                         | –    | –      | 1      | 1      |
| 4     | BR Deutschland                  | –    | –      | 1      | 1      |